# Kühlladungsdienste der Reederei Hamburg-Süd
Am Beispiel der Kühlladungsdienste der Reederei Hamburg-Süd werden verschiedene Entwicklungen verdeutlicht, die neben den Schiffen besonders das Wechselspiel der Ladung und der Technologie betreffen.

## Zusammenfassung
Neben den allgemeinen Entwicklungen, verursacht durch die Fortschritte bei der Umstellung der Schiffsantriebe von der Dampfmaschine auf den Dieselmotor, der Übergang auf den Container und das Größenwachstum der Schiffe, soll hier besonders der Einfluss der speziellen Ladung auf die Technikentwicklung herausgearbeitet werden.
Die verbesserten Technologien von Kohle zum Öl zwischen den Weltkriegen und der Übergang von der manuellen Betätigung zum fortschreitenden automatischen Betrieb etwa in der Zeit von 1965 bis 1975 führte zu einer deutlichen Reduzierung der Besatzungen der Schiffe. Das Größenwachstum der Schiffe von 1930 um 3.000 bis 4.000 NRT, (Parana, Belgrano) über die 1960er Jahre, mit den 5.000 bis 6.000-NRT-Schiffen der Cap-San-Klasse ist deutlich. Das Erscheinen der 10.000- bis 15.000-NRT-Schiffe der Monte-Klasse und bis 2010 die 25.000- bis 30.000-NRT-Kühlcontainerschiffe der Rio-Klasse, ist keine Eigenheit dieser Nord-Süd-Dienste. Zwischen 1930 und 2010 fand ein Größenwachstum der Schiffe um Faktor 10 statt, während sich die Besatzung (1930 um 40–50; 2010 um 20–25) den Faktor 0,5 veränderte. Das heißt, es kann pro Person die 20-fache Ladung transportiert werden. Der Faktor vergrößert sich auf das 40- bis 50-fache, wenn die Geschwindigkeit der Schiffe und die durch den Containerumschlag extrem verkürzten Hafenliegezeiten berücksichtigt werden.

### 1. Schritt
Obwohl die Kältetechnik auf Schiffen seit fünfzig Jahren angewendet wird, erfolgten in diesem Dienst der Hamburg Süd um 1930 Umbauten, um erstmals einfache Kühlladung, Früchte im Temperaturbereich über 0 °C, zu transportieren. Anspruchsvolle Früchte wie Bananen könnten nur mit dem schnellsten Schiff in diesem Dienst, dem 20-Knoten-Schiff Cap Arcona transportiert werden. Wenige Jahre später folgte mit dem Umbau von anderen Schiffen der Transport von tiefgekühltem Fleisch im Bereich von minus 10 Grad Celsius, also Tiefkühlung. In der heutigen Zeit wird diese Ladung bei minus 18 °C transportiert. Das bedeutet, die damalige Technologie der Kältetechnik war im Gegensatz zu heute auf jeweils einen Temperaturbereich (Plusladung; Minusladung) beschränkt.

### 2. Schritt
Der zweite Technologieschritt fand 1961 bei den Schiffen der Cap-San-Klasse statt, deren Kälteanlagen die Temperaturen, deren Ventilatoren die Luftumwälzzahlen und Frischluftmengen und deren Mess- und Regeltechnik die geforderte Temperaturgenauigkeit je nach Ladungsangebot bereitstellen konnten.

### 3. Schritt
Die sich ab 1966 international durchsetzende Containerisierung erforderte neue Lösungen in den Nord-Süd-Diensten mit inzwischen hohem Kühlladungsanteil bis 50 Prozent und mehr. Daraus entstanden bei der Hamburg Süd um 1970 im dritten Technologieschritt die Porthole-Technologie mit schiffsfesten Kälteanlagen und Kühlluftverteilung (Kühlstäbe). Zuerst im USA-Australien Dienst, dann um 1980 auch im Verkehr von Europa nach Südamerika, wurden derartige Kühlcontainerschiffe der Hamburg Süd eingesetzt.

### 4. Schritt
Um 2000 wurde bei der Hamburg Süd im vierten Schritt die Integral-Kühlcontainertechnologie in den Nord-Süd-Fahrtgebieten eingeführt. Inzwischen war die Zuverlässigkeit dieser Kühlcontainer für diese Dienste ausreichend und es stehen automatische, wenig personalintensive Überwachungssysteme zur Verfügung.
Dass heute frische Ananas, Bananen oder frischer Orangensaft zu gleichen Preisen angeboten wird wie Äpfel oder Apfelsaft, lässt sich zu großen Teilen auf die Schifffahrt und diesen maritimen Technologien zurückführen. An all diesen technischen Entwicklungen war die Hamburg Süd maßgeblich beteiligt und bei einigen Innovationen wurden Pionierarbeiten erbracht, wie aus den folgenden Abschnitten ersichtlich wird.

## Europa-Südamerika (1929–1949)

### Kühlräume für Fruchtladung
Um 1929/30 schrumpfte das Ladungsangebot aufgrund der Weltwirtschaftskrise. Zu viele Abfahrten von Europa nach Südamerika führten zum verstärkten Kampf um die Ladung. Daher suchte die Hamburg Südamerikanische Dampfschifffahrts-Gesellschaft (HSDG) kurz Hamburg Süd Nischen und es wurden Ladungskühlräume für Kühlladung vorgesehen. Sechs Frachtschiffe erhielten Kühlräume für Zitrusfrüchte, vorwiegend Apfelsinen. Für Bananen, deren Seereise max. 15 bis 18 Tage dauern durfte, kam aufgrund der Geschwindigkeit nur die Cap Arcona (2) in Betracht. Hier wurden Kühlräume für 12.000 Büschel Bananen und spezielle Umschlagseinrichtungen an Bord aber auch im Hamburg-Süd-Schuppen im Hamburger Hafen eingebaut.

### Kühlräume für Tiefkühlfleisch (1936)
Mitte der 1930er Jahre wurden dann die Frachter Parana, Espana, La Plata, Buenos Aires, Belgrano, Montevideo und Rio Grande zum Transport von Gefrierfleisch umgebaut bzw. ausgerüstet. Im rund 6000 m³ großen Kühlladeraum wurde diese Ladung bei minus 10 °C transportiert. Diese Schiffe mit Vermessungen von 3000 bis 4000 NRT hatten zum Antrieb Dampfmaschinen, Dampfturbinen oder auch schon Dieselmotoren, liefen mit 3.000 bis 4.000 PS Geschwindigkeiten um 13 Knoten und hatten eine Besatzung von 40 bis 50 Personen.

## Europa-Südamerika (1950–1980)
1950 wurde die Hamburg Süd von einer Aktien- in eine Kommanditgesellschaft umgewandelt, die OHG Dr. August Oetker KG beteiligte sich mit 49,4 Prozent. Als Eggert und Amsinck 1955 als persönlich haftende Gesellschafter ausschieden, trat Rudolf August Oetker an ihre Stelle und die OHG Dr. August Oetker übernahm sämtliche Anlagen der Kommandisten.

### Cap-Klasse (1955)

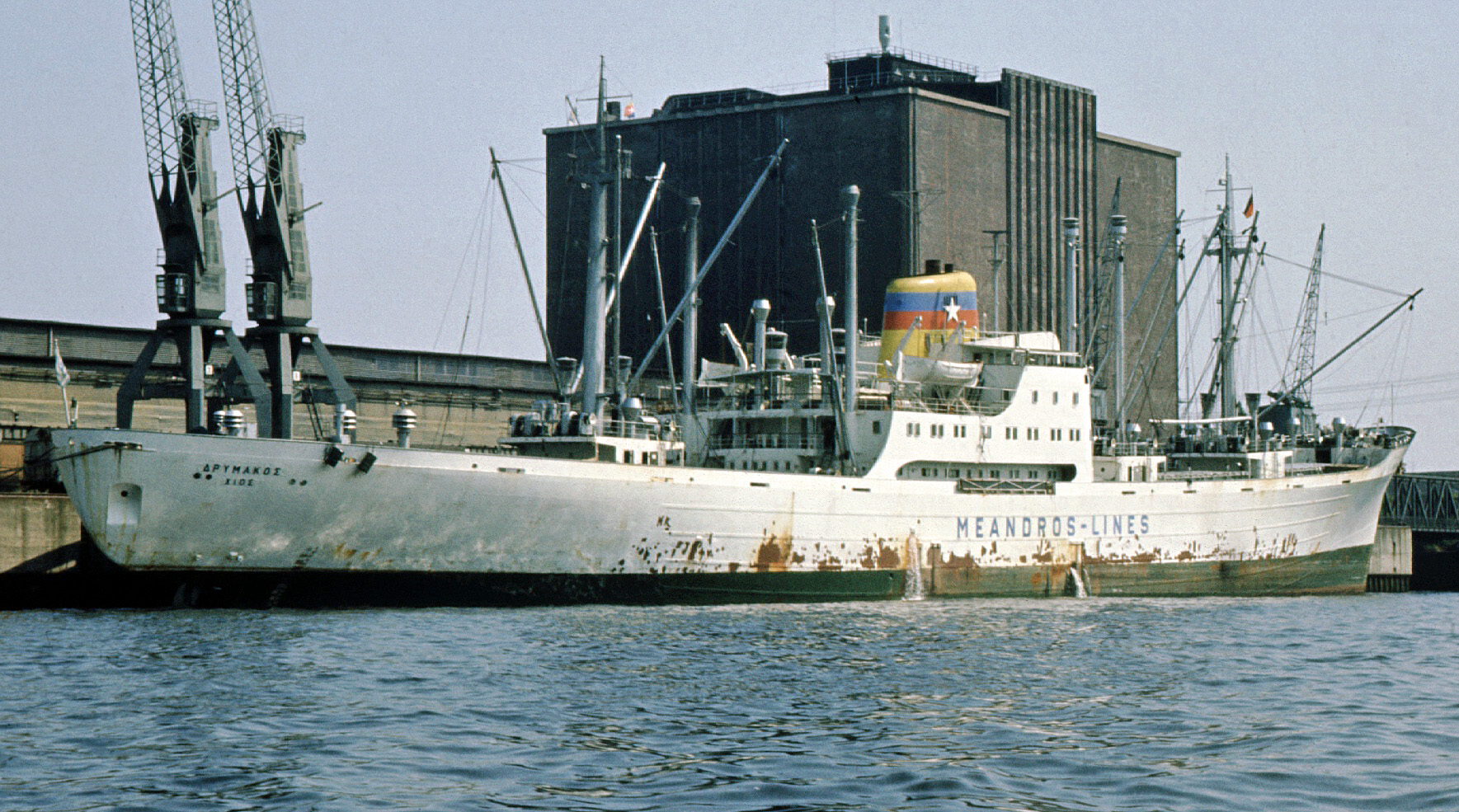
Die Cap Blanco – hier als Drymakos 1973 im Hamburger Hafen

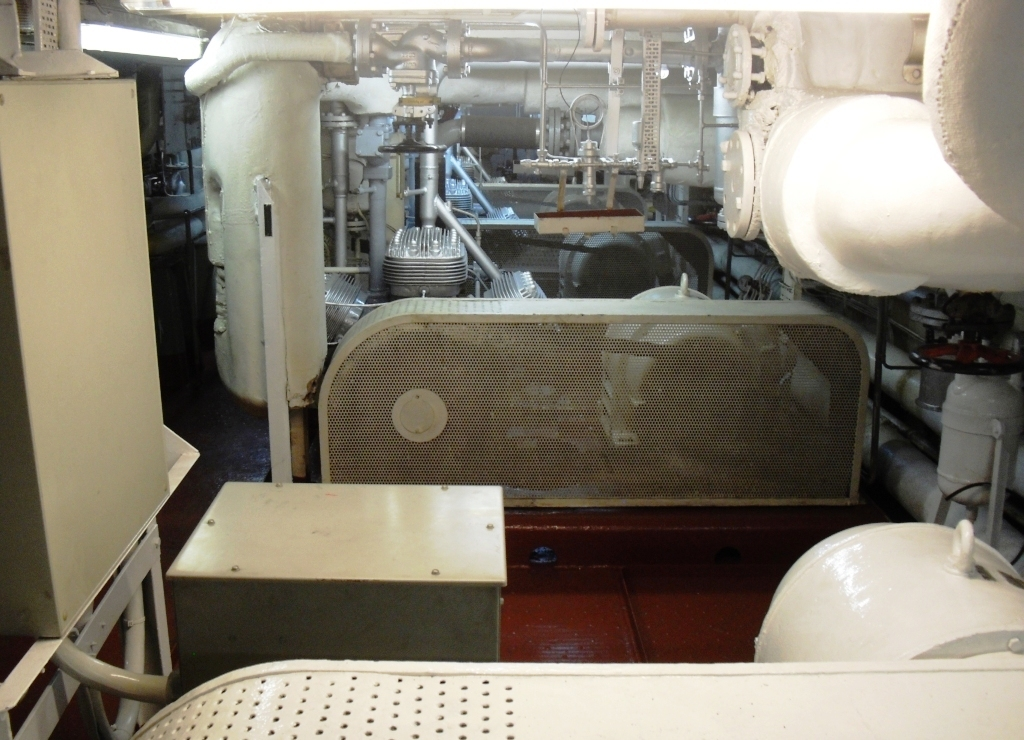
Cap San Diego, Kälteverdichter vorne, die Kondensatoren zur Verflüssigung des Kältemittels im Hintergrund

Die formschönen, 13 bis 14 Knoten schnellen Santa-Schiffe, die ab 1950 gebaut wurden, erhielten keine Kühlräume. Erst mit der äußerlich weißen Cap-Klasse, die erste war die Cap Blanco (1955), begannen nach dem Zweiten Weltkrieg wieder die Kühlladungsdienste nach Südamerika. Diese Schiffe erhielten 450.000 cbft (1.2750 m3) große Laderäume, davon 120.000 cbft Kühlraumkapazität. Insgesamt wurden acht Schiffe dieser Klasse mit Geschwindigkeiten um 17,5 Knoten von 1955 bis 1956 in Dienst gestellt.
Die Kühlraumkapazität wurde aufgrund zunehmender Kühlladung 1959 auf 240.000 cbft vergrößert. Neben der saisonabhängigen Ladung wie Äpfel, Birnen, Pfirsichen und Weintrauben aus Argentinien sowie Zitrusfrüchte und Orangensaftkonzentrat aus Brasilien, wurde das hängend zu transportierende Kühlfleisch Chilled Beef transportiert. Als Chilled Beef wird gekühltes Rindfleisch im Temperaturbereich von minus 0,5 bis minus 1,5 Grad Celsius bezeichnet, im Gegensatz zum minus 15 bis minus 20 Grad Celsius tiefgekühlten Gefrierfleisch oder Tiefkühlfleisch. Das ist eine sehr wertvolle und gewinnbringende Ladung. Deren erfolgreicher Transport erforderte technisch sehr anspruchsvolle Anlagen und eine gut eingespielte Mannschaft, besonders den Kälteingenieur (Eisbär) und den Ladungsoffizier. Dies ist besonders vor dem Hintergrund der Meß- und Regelungstechnik der Zeit zu sehen. Die Anlagen wurden weitgehend „von Hand gefahren“.

### Cap-San-Klasse (1961)

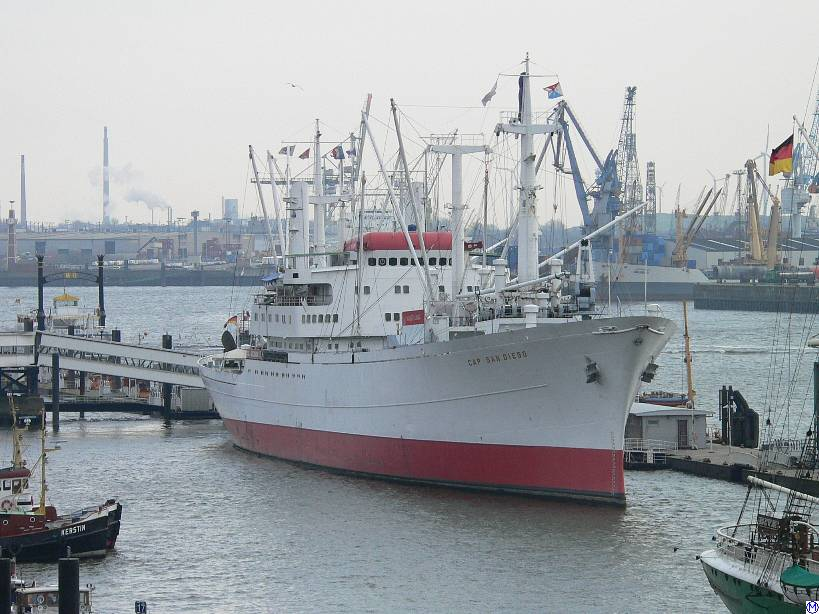
Museumsschiff Cap San Diego im Hamburger Hafen

Die Cap San Lorenzo (Juli 1961) und Cap San Nicolas führten die Cap-San-Klasse mit einer Tragfähigkeit von 10.670 tdw an, von denen sechs Schiffe mit 150.000 cbft Kühlraumkapazität bestellt waren. Sie lösten die Cap-Schiffe ab, die weitgehend in den Columbusdiensten eingesetzt wurden. Die auf 20 Knoten gesteigerte Geschwindigkeit war die Antwort auf den wachsenden Anteil der Kühlladung. Schon 1963 wurde die Kühlraumkapazität aufgrund zunehmender Kühlladung um rund 95.000 cbft gesteigert. Diese Schiffe bleiben bis Mitte der 1980er-Jahre im Südamerika-Dienst und werden dann verkauft. Die Cap San Diego aus dieser Schiffsklasse liegt heute als Museumsschiff im Hamburger Hafen.

## Kühlschiffe (1958–2000)
1958 wurden drei Kühlschiffe (also Schiffe, deren Laderäume alle isoliert und kühlbar sind) in Dienst gestellt. Sie wurden zeitweise im Columbusdienst eingesetzt, jedoch vorwiegend verchartert. Jetzt engagiert sich die Reederei bzw. R. A. Oetker stärker in der Kühlschifffahrt und übernahm auch Anteile an den kleinen Kühlschiffen (670–2.000 tdw) von der Reederei H. C. Horn, die in der Fachwelt als Hörnchen bezeichnet wurden und weltweit verchartert werden.
Drei Serien von Kühlschiffen setzten diese Entwicklung fort, die 1964 abgelieferten Polarlicht und Polarstern (6510 tdw) mit beginnender Automation. Die größeren, insgesamt ab 1967 abgelieferten sechs Polar-Länderschiffe (rund 8.000 tdw), wurden mit einer anderen Philosophie entworfen und gebaut, die der Reederei und besonders der Bauwerft große Probleme bereiteten. Die 1979 folgenden Polar Honduras und Pola Cost Rica (10.9000 tdw) gingen in mehreren Punkten technologisch einen Schritt zurück und zeigten auch äußerlich wieder eine konservative Silhouette.
Später schloss die Hamburg Süd ein Joint Venture mit der englischen Blue Star Lines, der als Star-Reefers Pool mit bis zu 35 Kühlschiffen operierte. Dabei handelte es sich um eigene und gecharterte Kühlschiffe, die weltweit eingesetzt wurden.
Mitte der 1990er Jahre wurden sechs in Polen gebaute Kühlschiffe des Typs Stocznia Gdanska B369 aus Norwegen angekauft, die man als Polar-Länder-Klasse (2) bezeichnen könnte. Sie sind heute noch in Fahrt, wurden jedoch inzwischen alle wieder verkauft.

## Columbus-Line

### Brasilien – Vereinigten Staaten (1912)
1912 hatte die Hamburg Süd eine Linie zwischen Brasilien und den Vereinigten Staaten übernommen. Es war der ursprünglich von Sloman gegründete New York-New Orleans–Brasilien-Dienst. Damit engagierte sich die Hamburg Süd erstmals im Cross Trade, der zum Ersten Weltkrieg eingestellt wurde.

### Ostküsten-Dienst (1957)

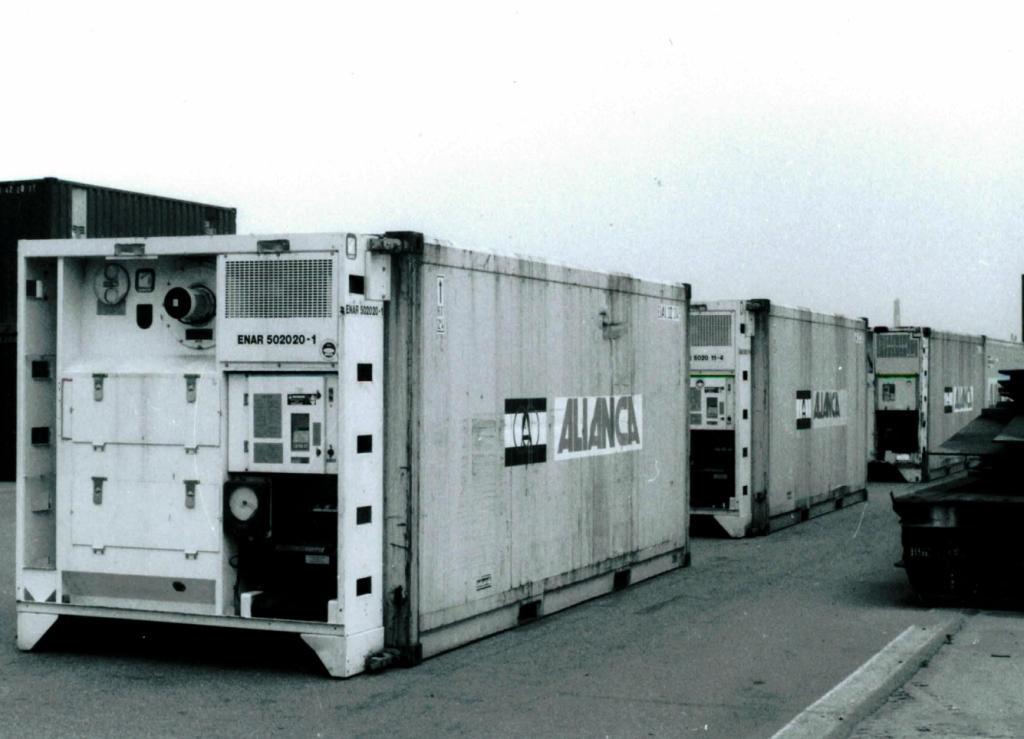
Porthole-Kühlcontainer mit Clip-On im Hafen

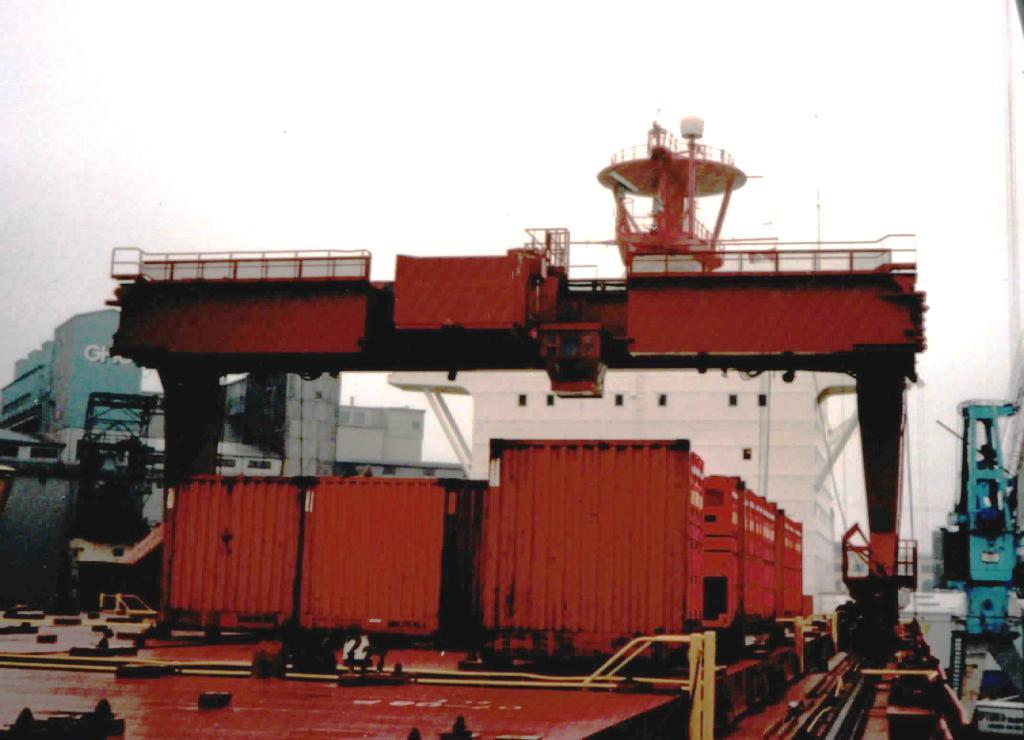
Portalkran an Deck der Columbus Canada

1957 wurde eine amerikanische Linie vom Du Pont-Konzern übernommen und daraus entstand 1957 die Columbus-Line, die das La Plata Gebiet und Brasilien mit der Ostküste Nordamerikas und Kanadas verband. Da Fleisch und Früchte auch hier zu den wichtigen Ladungen zählen, wurden die sieben Schiffe in diesem Dienst mit Kühlräumen ausgestattet. Dieser Dienst musste 1967 aufgrund des zwischen Brasilien und der USA ausgehandelten Equal Acces-Agreements vorübergehend eingestellt werden. 1987 wurde der Ostküsten-Dienst wieder aufgenommen, jetzt mit Containerschiffen. Es waren neben Charterschiffen die 940-TEU-Schiffe Columbus Ohio und Columbus Olinda. 1990 kamen auch die Columbus Olivos (ex Monte Pascoal) und Monte Cervantes (2) mit 1200 TEU in diesen Dienst. Als 1991 die brasilianische Reederei Aliança sich an diesem Dienst mit zwei 1000-TEU-Schiffen beteiligte, konnte die Abfahrtfrequenz von 15 auf 9 Tage verdichtet werden.

### Westküste USA/Kanada – Australien/Neuseeland (1961)
Außerdem wurde 1961 mit zwei Kühlschiffen ein weiterer Dienst der Columbus-Line zwischen der Westküste USA/Kanada mit Australien/Neuseeland aufgenommen. Dieser Dienst wurde ab 1976 ebenfalls mit Kühlcontainerschiffen durchgeführt. Die 750-TEU-Schiffe Columbus Victoria, Columbus Virginia und Columbus Wellington von der AG Weser, Werk Seebeck liefen mit 13.800 PS 19 Knoten.

### Ostküste USA – Australien/Neuseeland (1963), ab 1971 Kühlcontainerschiffe
1963 folgte der Ostküstendienst von den USA durch den Panamakanal nach Australien/Neuseeland.

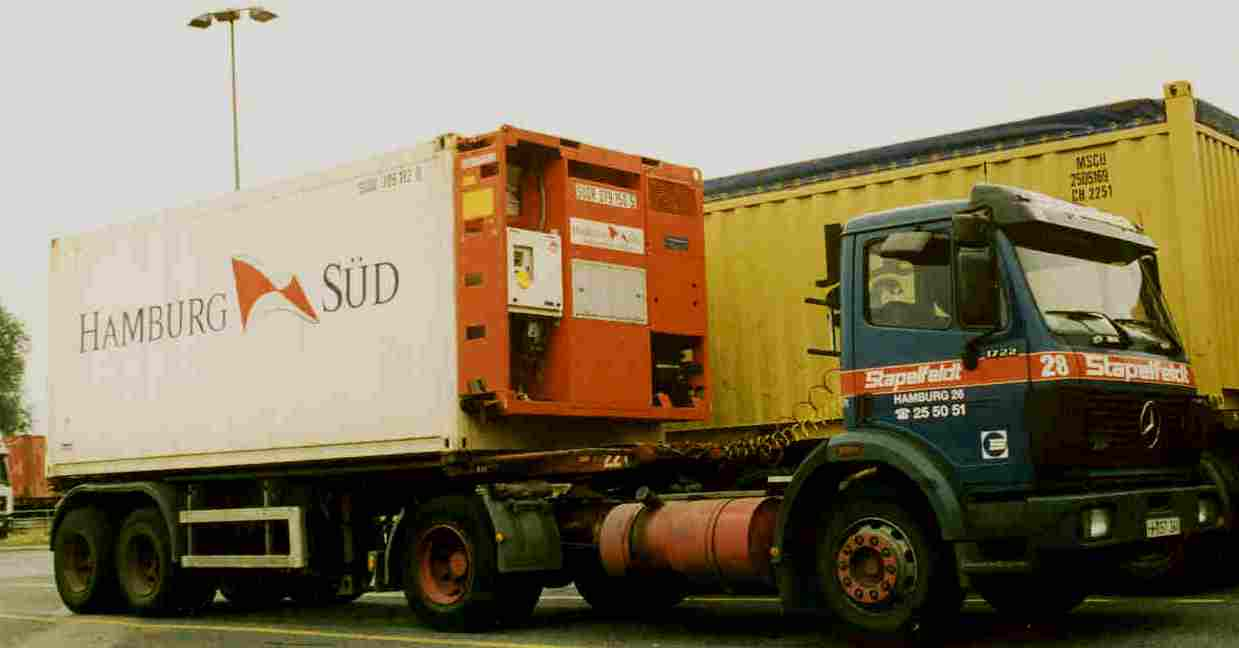
20-Fuß Porthole-Kühlcontainer mit Clip-On

Ab 1971 begann die Hamburg Süd in diesem Verkehr Kühlcontainerschiffe einzusetzen, eine Pionierleistung. Das erste Containerschiff, die Columbus New Zealand (1971), war ein Neubau von der Howaldtswerke – Deutsche Werft A. G. in Hamburg. Dieses Turbinenschiff hatte zwei Dampfturbinen mit insgesamt 25.000 PS, lief 22 Knoten und war zum Ladungsumschlag mit einem Portalkran ausgestattet. Es hatte eine Ladekapazität von 758 TEU und 454 PR-TEU. PR steht für Porthole Reefer TEU mit einem Kühlrauminhalt von circa 1.000 cbft.
Dieses Schiff zählte bei der Indienststellung mit einem Fassungsvermögen von rund 450.000 Kubikfuß zum größten Kühlcontainerschiff der Welt. Nur klassische Kühlschiffe boten mehr Raum für Kühlladung. 1986 wurden aufgrund der extrem gestiegenen Brennstoffkosten die Kessel und Dampfturbinen des Schiffes entfernt und stattdessen ein langsamlaufender MAN-Zweitakt-Dieselmotor mit 12.000 PS eingebaut. Damit wurde der Brennstoffverbrauch stark verringert, die Geschwindigkeit sank auf 18,5 Knoten. Die Columbus Australia und Columbus America waren Schwesterschiffe, die im gleichen Dienst eingesetzt wurden.

## Containerschiffe im Europa-Südamerikadienst (ab 1980)

### Monte-Klasse (1981)

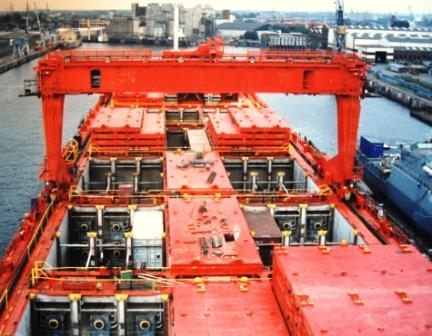
Das Kühlcontainerschiff Monte Rosa(2) in Hamburg, diese Klasse hatte einen Portalkran zum Containerumschlag

1980 ließ man die 1976 als Stückgutfrachter erbaute Santa Rosa zum Containerschiff umbauen. Als Monte Sarmiento (15.000 tdw) eröffnete sie die Containerfahrt nach Südamerika. Diese im Vergleich späte Umstellung auf den Containerverkehr hatte seine Ursache in der fehlenden Infrastruktur in den Häfen im südlichen Amerika. Schon 1981/82 folgten mit der Monte Rosa (2) und Monte Cervantes (2) die ersten Containerschiffsneubauten in die Europa-Südamerikafahrt, sie hatten eine Tragfähigkeit von 23.500 tdw. Es waren Containerschiffe der Bremerhavener Seebeck-Werft mit Kühlcontaineranschlüssen nach dem Porthole–Prinzip. Diese Schiffe waren mit Stellplätzen für 20-Fuß-Porthole-Kühlcontainer ausgestattet.

### Cap-Klasse (1990)

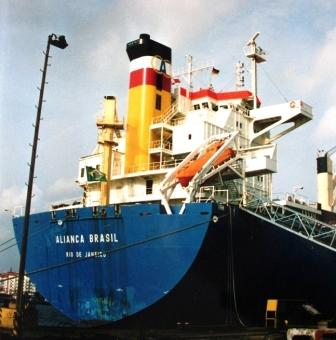
Die mit den Cap-Schiffen weitgehend baugleiche Alianca Brasil im Schwimmdock

Ab 1989/90 verstärkte die ebenfalls mit Stellplätzen für Porthole-Kühlcontainer ausgestattete Cap-Klasse von der Flender-Werft mit 33.000 tdw diesen Dienst. Diese Porthole-Technologie wurde bei der Reederei Hamburg Süd ab dem Jahr 2001 schrittweise auf die Technologie der Integral-Kühlcontainer umgestellt. Die Kühlcontainerschiffe der Cap-San-Klasse (2001), die in den Südamerika-Westküsten-Dienst der Hamburg Süd integriert wurden, waren die ersten Neubauten, die statt der Kühlstäbe Kühlcontainersteckdosen für Integral-Kühlcontainer erhielten.

### Cap San-Klasse (2001)
Mit den Kühlcontainerschiffen der Cap San-Klasse (3800 TEU) erfolgte um 2001 bei der Hamburg Süd ein Paradigmenwechsel bei dem Transport der Kühlcontainer. Das Prinzip der Porthole-Container wurde aufgegeben und die folgenden Containerschiffe für Integral-Kühlcontainer eingerichtet. Bei Integral-Kühlcontainern sind das Kältesystem, das Luftumwälzsystem und die gesamte Steuerung und Dokumentation für den vollautomatischen Betrieb im Kühlcontainer integriert. Schiffsseitig wird nur eine Steckdose zur elektrischen Stromversorgung benötigt, auch die zur Überwachung benötigten Daten werden durch das Stromkabel übertragen (Powe Cable Transmission).

### ContainerschiffeMonte-Klasse

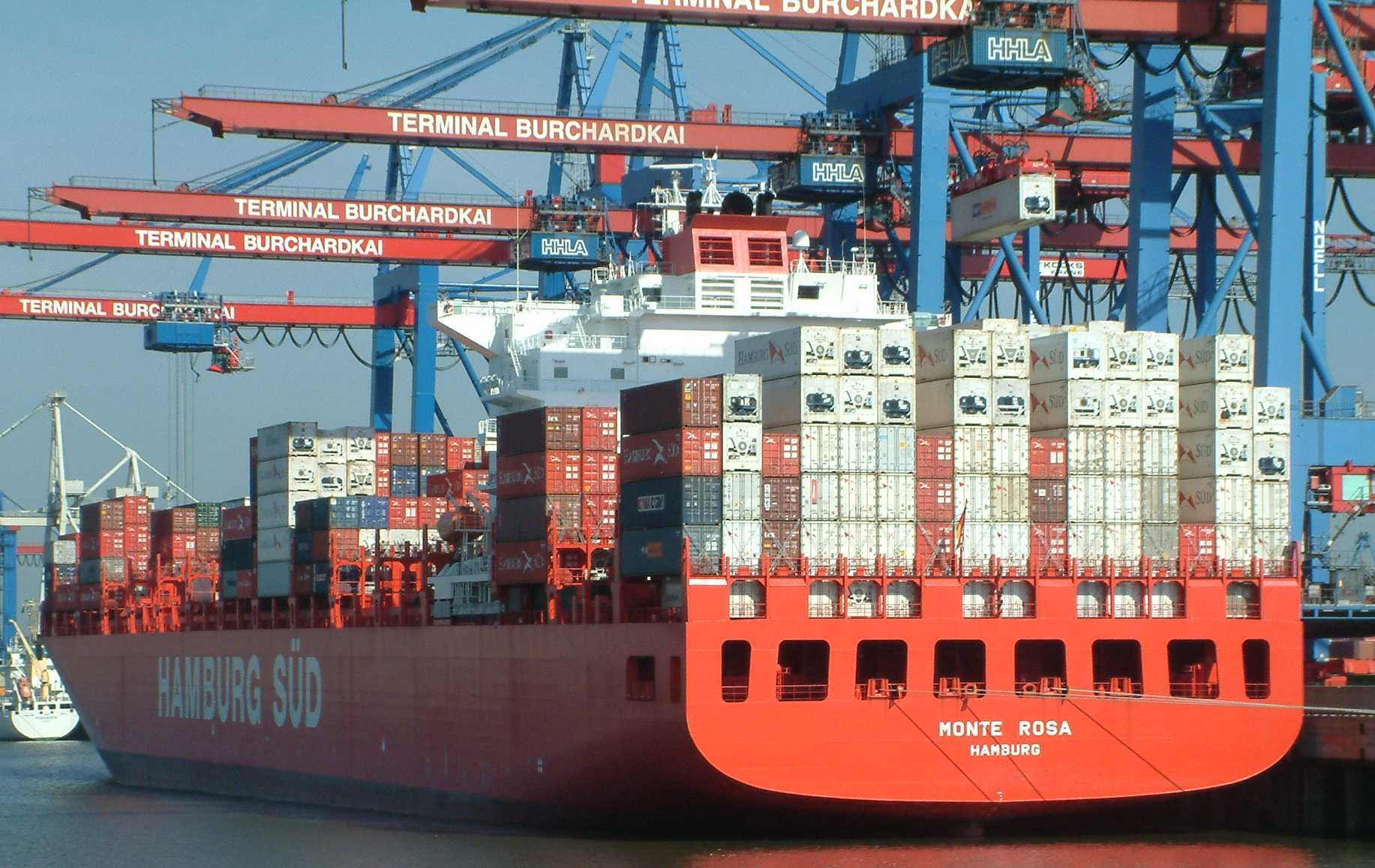
Die Monte Rosa löscht in Hamburg

Die Monte Cervantes ist das erste Schiff der Monte-Klasse, aber das dritte Schiff der Hamburg Süd, das diesen traditionellen Namen trägt. Sie wurde bei der Daewoo Shipbuilding & Marine Engineering Co. Ltd. in Geoje (Südkorea) gebaut und ist seit 2004 in Fahrt. Die Schiffe mit einer Tragfähigkeit von 64.730 tdw zählen mit einer Containerkapazität von 5.552 TEU und 1.365 Kühlcontaineranschlüssen für bis zu 2.450 TEU Stellplätze für Kühlcontainer zu den Containerschiffen mit der weltweit größten Kühlkapazität. Statt der ursprünglich geplanten sechs baugleichen 5.550 TEU-Containerschiffe wurden letztlich zehn Schiffe gebaut. Das zehnte Schiff, die Monte Aconcagua, wurde am Freitag, den 29. Mai 2009 in Hongkong getauft.

### Rio-Klasse (2008)
Seit 2008 wird mit der Rio-Klasse die neunte Containerschiffsklasse der Hamburg Süd unter Berücksichtigung der Umbauten ab 1979 abgeliefert. Sie entspricht weitgehend der letzten Monte-Klasse, wurde jedoch um eine Containerbucht verlängert und weist daher eine auf 5.900 TEU vergrößerte Containerkapazität auf. Die Schiffe der Klasse sind 2009/10 die größten Containerschiffe der Hamburg Süd.

### Erläuterungen zu den Maßeinheiten
- 1 Kubikfuß entspricht 0,028317 Kubikmeter.